# Sułkowice (powiat wadowicki)

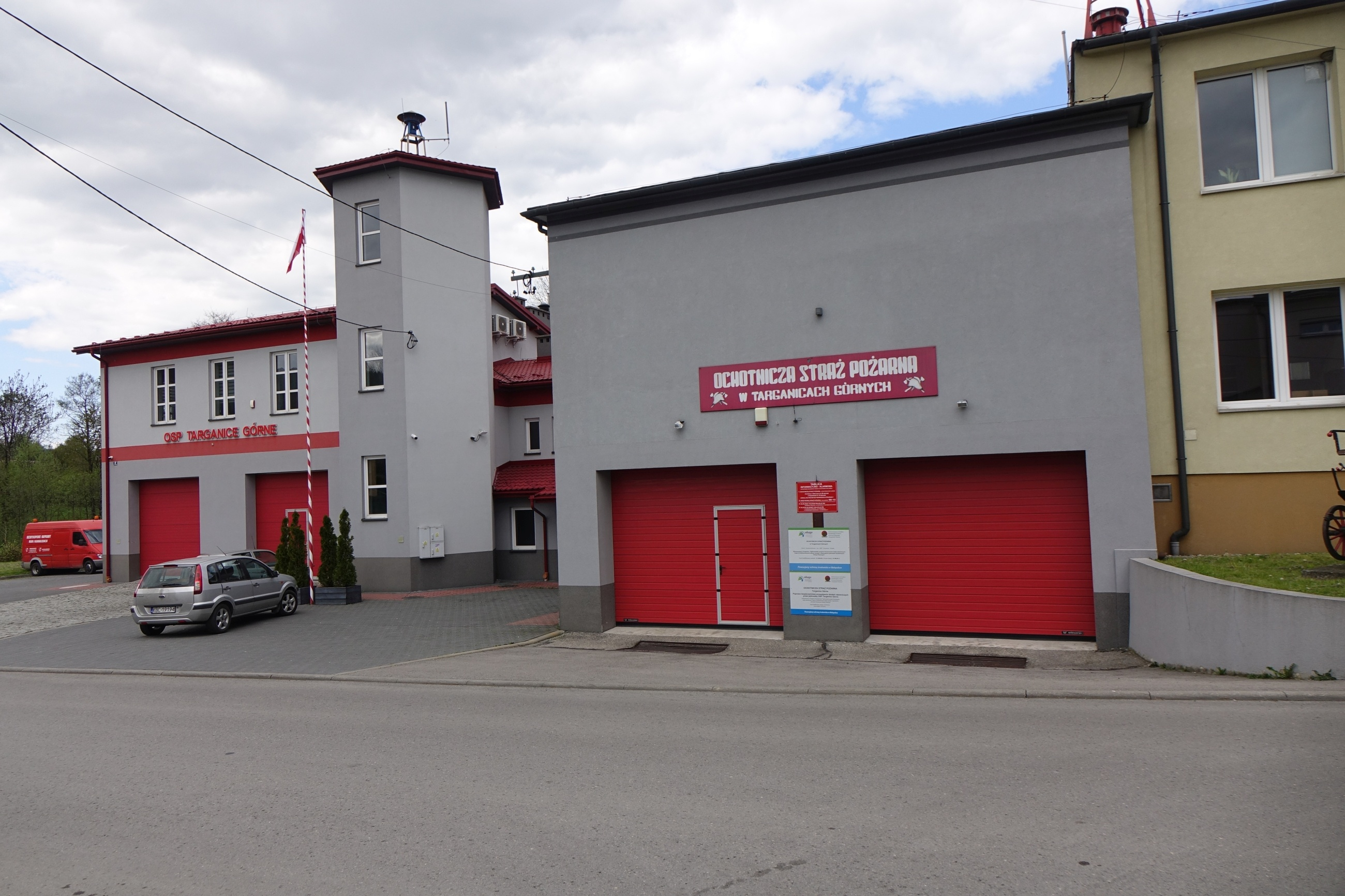
Remiza OSP w Targanicach Górnych

Sułkowice – wieś w Polsce położona w województwie małopolskim, w powiecie wadowickim, w gminie Andrychów, na południe od Andrychowa, na stokach Jawornicy.
Przez miejscowość przepływa niewielka rzeka Wieprzówka, dopływ Skawy.

## Położenie
Część leżącą w dorzeczu rzeki Targaniczanki nazwano Łęgiem, a część położona wyżej, wtulona w zbocza Jawornicy (830 m n.p.m.) nazwano Bolęciną. Przez tę dzielnicę Sułkowic płynie potok Bolęcinianka wpadający do Rzyczanki, która jest rzeką graniczną między Sułkowicami a Rzykami.
Wieś położona jest na wys. 380 m n.p.m.

## Części wsi
Integralne części wsi Sułkowice:
przysiółkiBolęcina, Brzegi, Łęg, Łysoniówka, Podolszyny, Socały, Wojewodówka, Żydówka
części wsiBudówka, Dzielec, Górówka, Kocurówka, Miarkówka, Nawieśnica.
Według statutu gminy Andrychów z 28 sierpnia 2003 roku miejscowość Sułkowice znajduje się w granicach dwóch sołectw gminy Andrychów: Sułkowice-Bolęcina (części wsi Sułkowice: Bolęcina, Nawieśnica, część Środka) oraz Sułkowice-Łęg (części wsi Sułkowice: Łęg, Brzegi, część Środka). Ponadto w sołectwie Sułkowice-Łęg znajduje się część wsi Targanice (od strony Andrychowa).

## Historia
Do 1790 r. Sułkowice wraz z sąsiednimi Targanicami tworzyły jedną miejscowość. Później nastąpił podział spowodowany sprzedażą części gruntów żywieckim Habsburgom.
W latach 1975–1998 miejscowość należała administracyjnie do województwa bielskiego.
Sułkowice były wsią szlachecką wchodzącą w skład klucza andrychowskiego.
W 1884 Rada Szkolna Krajowa we Lwowie wydała orzeczenie w sprawie zorganizowania szkoły w Sułkowicach o jednym nauczycielu (do powstania szkoły jednak nie doszło, gdyż ludność wsi nie chciała płacić na szkołę).
W 1887/88 utworzono Radę Szkolną Miejscową w Andrychowie zajmującą się wynajęciem lokalu i organizacją szkoły w Sułkowicach (ogłoszony wpisy, ale nikt nie zapisał dziecka do szkoły).

## Zabytki
W Sułkowicach zachowały się zabytkowe figury przydrożne, wykonane z kamienia, jedną z ciekawszych jest posąg Chrystusa Nazaretańskiego na słupie z przełomu XVIII/XIX w.

## Religia
Na terenie wsi działalność duszpasterską prowadzi Kościół Rzymskokatolicki (parafia Miłosierdzia Bożego w Sułkowicach-Łęgu oraz parafia św. Jana Chrzciciela w Sułkowicach-Bolęcinie).